# Bob Bakels
Hendrik Laurens "Bob" Bakels (Haarlem, 27 april 1926 – 23 mei 2004) was een Nederlandse jurist. Bakels was een van de bekendste arbeidsrechtjuristen in Nederland.
Bakels doceerde van 1953 tot 1958 en van 1963 tot 1964 privaatrecht aan de Universiteit van Amsterdam. In 1964 werd Bakels benoemd tot hoogleraar privaatrecht aan de economische faculteit van de Rijksuniversiteit Groningen. Vanaf 1969 doceerde Bakels arbeidsrecht aan de juridische faculteit in Groningen. In 1987 nam Bakels afscheid van de universiteit.
Zijn boek Schets van het Nederlands arbeidsrecht, dat voor het eerst verscheen in 1972, is jarenlang het enige standaardwerk geweest op het gebied van arbeidsrecht. Nog steeds (anno 2020) wordt dit boek voorgeschreven op juridische faculteiten. Daarnaast heeft Bakels gepubliceerd in bijvoorbeeld het Nederlands Juristenblad (NJB) en het Sociaal Maandblad Arbeid (SMA). 
Bakels is lid geweest van meerdere commissies van de Sociaal-Economische Raad (SER), waaronder de Commissie arbeidswetgeving.
Bakels volgde een ruimere benadering van het arbeidsrecht dan veel van zijn collega's; hij betrok bij het recht de onderliggende waarden waarop juridische normen gebaseerd zijn, en de invloed van de maatschappij op het juridische stelsel.